# Acrolejeunea arcuata
Acrolejeunea arcuata là một loài Rêu trong họ Lejeuneaceae. Loài này được (Nees) Grolle & Gradst. mô tả khoa học đầu tiên năm 1974.